# 林淑美
林 淑美（りん しゅくみ、リン シュウメイ、1949年4月10日- ）は、日本近代文学研究者。研究対象は、中野重治、昭和期の左翼文学者、戸坂潤など。台湾出身の文化人類学者・林淑美（1964- 、名古屋商科大学准教授）とは別人。

## 略歴
在日中国人2世。東京都千代田区生まれ。武蔵大学卒業後、立教大学大学院文学研究科博士後期課程単位取得退学。各大学非常勤講師ののち、立教大学文学部特任教員を務める。2015年定年退職。1994年『中野重治』でやまなし文学賞受賞。2006年「昭和イデオロギー　思想としての文学」で立教大学文学博士。

## 著書
- 『中野重治 連続する転向』八木書店、1993
- 『昭和イデオロギー 思想としての文学』平凡社、2005
- 『批評の人間性 中野重治』平凡社、2010

### 編纂など
- 『中野重治評論集』平凡社ライブラリー、1996
- 戸坂潤『思想と風俗』（校訂）平凡社東洋文庫 2001
- 戸坂潤『世界の一環としての日本』（編集・校訂）平凡社・東洋文庫 2006
- 『戸坂潤セレクション』平凡社ライブラリー　2018

- ミリアム・シルババーグ『中野重治とモダン・マルクス主義』佐復秀樹共訳 平凡社 1998